# Frances Garnet Wolseley, Tử tước Wolseley thứ 2
Frances Garnet Wolseley, Nữ tử tước Wolseley thứ 2 (15 tháng 9 năm 1872 – 24 tháng 12 năm 1936) là một tác giả và người hướng dẫn làm vườn người Anh. Trường Cao đẳng Glynde cho Các Người Làm Vườn Nữ ở Đông Sussex của Frances được bảo trợ bởi những tên tuổi nổi tiếng trong giới làm vườn như Gertrude Jekyll, Ellen Willmott và William Robinson.